# Aartsbisdom Bologna
Het aartsbisdom Bologna (Latijn: Archidioecesis Bononiensis; Italiaans: Arcidiocesi di Bologna) is een in Italië gelegen Rooms-katholiek metropolitaan aartsbisdom, waarvan de hoofdzetel is gevestigd in de stad Bologna. De Heilige Petronius van Bologna is patroon van het aartsbisdom. Onder het aartsbisdom vallen de volgende suffragane bisdommen:
- aartsbisdom Ferrara-Comacchio
- bisdom Imola
- bisdom Faenza-Modigliana

Het bisdom Bologna werd in de 3e eeuw na Christus opgericht en op 10 december 1582 verheven tot aartsbisdom door paus Gregorius XIII.
Volgens een telling, gepubliceerd in april 2007, telde het aartsbisdom in 2006 934.333 katholieke gelovigen, wat neerkwam op 96,5% van de totale bevolking.

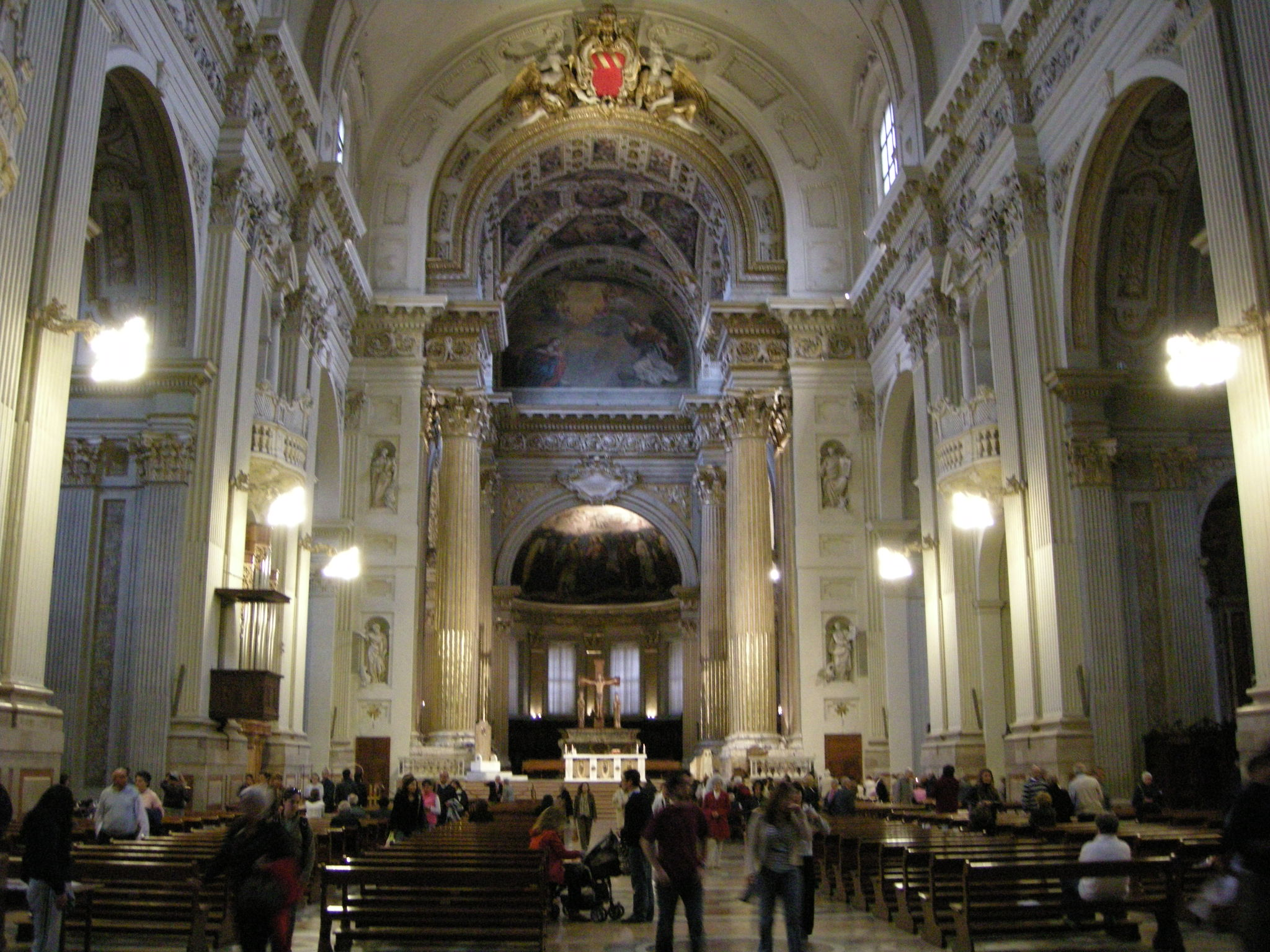
San Pietro in Bologna, zetel van het aartsbisdom
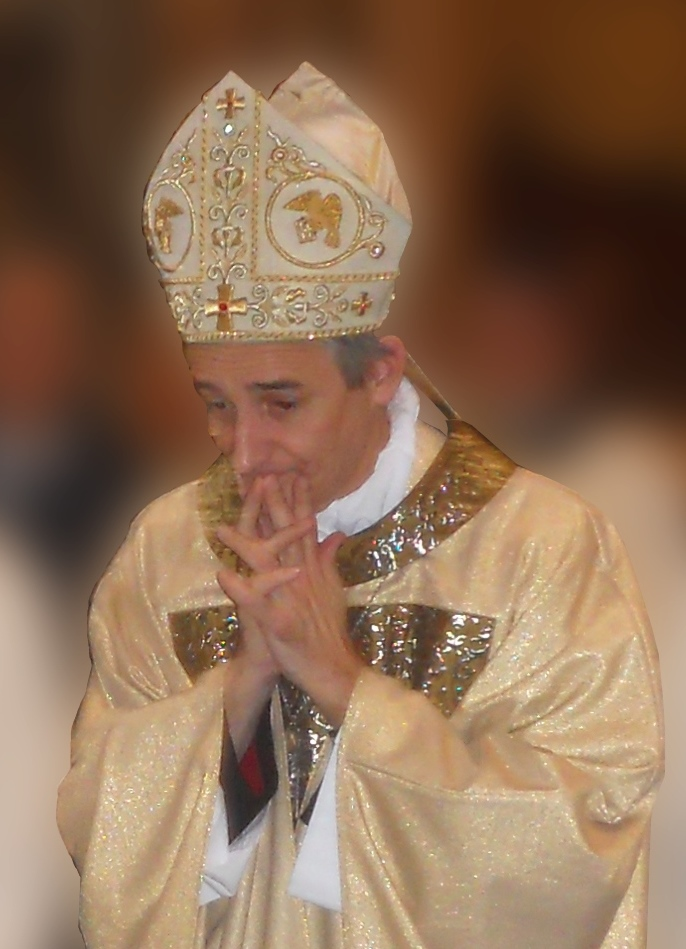
Aartsbisschop Matteo Maria Zuppi

## Aartsbisschoppen vanaf 1877
- Lucido Parocchi (1877 - 1882)
- Francesco Battaglini (1882 - 1892)
- Serafino Vannutelli (1893 - 1893)
- Domenico Svampa (1894 - 1907)
- Giacomo della Chiesa (1907 - 1914) (later paus Benedictus XV)
- Giorgio Gusmini (1914 - 1921)
- Giovanni Nasalli Rocca di Corneliano (1921 - 1952)
- Giacomo Lercaro (1952 - 1968)
- Antonio Poma (1968 - 1983)
- Enrico Manfredini (1983)
- Giacomo Biffi (1984 - 2003)
- Carlo Caffarra (2003 - 2015)
- Matteo Maria Zuppi (2015 - )

De aartsbisschop van Bologna wordt in de traditie meestal verheven tot kardinaal. Het (aarts)bisdom Bologna heeft in de loop van de geschiedenis vier pausen voortgebracht:
- Julius II (1503-1513)
- Gregorius XV (1621-1623)
- Benedictus XIV (1740-1758)
- Benedictus XV (1914-1922)